# Moskva-tid
|  | EET  | Kaliningrad-tid   | UTC+2  | (MSK–1) |
|  | MSK  | Moskva-tid        | UTC+3  | (MSK±0) |
|  | SAMT | Samara-tid        | UTC+4  | (MSK+1) |
|  | YEKT | Jekaterinburg-tid | UTC+5  | (MSK+2) |
|  | OMST | Omsk-tid          | UTC+6  | (MSK+3) |
|  | KRAT | Krasnojarsk-tid   | UTC+7  | (MSK+4) |
|  | IRKT | Irkutsk-tid       | UTC+8  | (MSK+5) |
|  | YAKT | Jakutsk-tid       | UTC+9  | (MSK+6) |
|  | VLAT | Vladivostok-tid   | UTC+10 | (MSK+7) |
|  | MAGT | Magadan-tid       | UTC+11 | (MSK+8) |
|  | PETT | Kamtjatka-tid     | UTC+12 | (MSK+9) |

| blå     | Vesteuropæisk tid (UTC+0) Vesteuropæisk sommertid (UTC+1)       |
| lyseblå | Vesteuropæisk tid (UTC+0)                                       |
| rød     | Centraleuropæisk tid (UTC+1) Centraleuropæisk sommertid (UTC+2) |
| kaki    | Østeuropæisk tid (UTC+2) Østeuropæisk sommertid (UTC+3)         |
| gul     | Østeuropæisk tid, Kaliningradtid, (UTC+2)                       |
| grøn    | Moskva-tid (UTC+3)                                              |

Moskva-tid (forkortes MSK; russisk: московское время) er en tidszone, der er synonym med tidszonerne UTC+3 eller GMT+3 og er tidszonen for byen Moskva i Rusland og det meste af det vestlige Rusland, herunder Sankt Petersborg. Det er den næst-vestligste af de elleve tidszoner i Rusland. Tidszonen har siden den 26. oktober 2014 været fastsat til UTC+3 året rundt. Før den dato var tidszonen siden den 27. marts 2011 fastsat til UTC+4.
Moskva-tid anvendes som grundlag for togkøreplaner, sejlplaner mv i hele Rusland, mens flyafgange planlægges på grundlag af den lokale tid. Tid i Rusland annonceres ofte på radiostationer i hele landet som Moskva-tid, ligesom Moskva-tiden registreres i telegrammer osv. Beskrivelse af tidszoner i Rusland er ofte baseret på Moskva-tid i stedet for UTC. For eksempel omtales Jakutsk tid (UTC+9) som MSK+6 i Rusland.

## Historie
Den 16. juni 1930 vedtog Folkekommissærernes råd en Dekrettid indført, der medførte at alle ure i Sovjetunionen permanent blev stillet en time frem i forhold til normaltiden for hver tidszone.
Indtil 2011, anvendte Rusland vintertid fra den sidste søndag i oktober til den sidste søndag i marts, og Moskva Standardtid (MSK) var således tre timer foran UTC eller UTC+3; i løbet af sommeren, lå Moskva-tid en ekstra time foran Moskva Standardtid og blev Moskva sommertid (MSD), UTC+4.
I 2011 indførte den russiske duma sommertid hele året rundt, der således afløste Moskva Standardtid. Begrundelsen sundhedsmæssige betænkeligheder ved det årlige skift frem og tilbage mellem standard tid og sommertid. Den 27. marts 2011 sattes urene i Moskva en time frem, op i princippet permanent MSD eller UTC+4.
Den 29. marts 2014 efter Den Russiske Føderations optagelse af Krim, som Republikken Krim og byen Sebastopol skiftedes deres tid til MSK.
I juli 2014 vedtog Statsdumaen et lovforslag om ophævelse af ændringen fra 2011, og satte Moskva-tid til UTC+3 permanent.

## Anvendelse
Det meste af det europæiske Rusland (Rusland vest for Uralbjergene) anvender Moskva-tid. I Kaliningrad oblast anvendes Kaliningrad tid (UTC+2). Samara oblast og Udmurtien anvender Samara tid (UTC+4). Perm kraj, Basjkortostan og Orenburg oblast anvender Jekaterinburg tid (UTC+5). I Krims føderale distrikt anvendes Moskva-tid, såvel som i de separatistiske territorier Folkerepublikken Donetsk og Folkerepublikken Lugansk, der siden 2014 har kontrolleret størstedelen af de ukrainske oblaster Donetsk og Luhansk.

### Tidligere anvendelse
UTC+3 blev tidligere anvendt i de europæiske dele af det tidligere USSR:
- Hviderusland, fra 1930 til 1991
- Estland, fra 1940 til 1989
- Letland, fra 1940 til 1989
- Litauen, fra 1940 til 1989
- Moldavien, fra 1940 til 1991
- Ukraine, fra 1930 til 1990
- Kaliningrad oblast, fra 1946 til 1991
- Samara oblast, fra 1989 til 1991, og igen fra 2010 til 011.